# Antonio Cardile
Antonio Cardile, né à Tarente, Italie le 26 février 1914, et mort le 9 décembre 1986 à Rome, est un peintre et graveur, dessinateur et sculpteur italien de l'École romaine de peinture.

## Biographie
Diplômé à l’Académie des beaux-arts de Florence avec Felice Carena et le gravuriste Celestino Celestini, vers le milieu des années 1930, bien qu'encore très jeune, Cardile est classé parmi les éléments les plus prometteurs de la nouvelle génération d'artistes italiens. Pendant la Seconde Guerre mondiale, après une dure expérience comme prisonnier de guerre, en 1943 il fait retour a Rome où il adhère immédiatement au mouvement artistique de l'École romaine, fondé par Corrado Cagli et Giuseppe Capogrossi. Au cours de ses dernières années il initie aux beaux-arts son neveu Joseph Pace,.
Cardile est le véritable artiste, sévère, réservé, qui fuit les sirènes de la mondanité et de la politique. 
Giovanni Omiccioli aura occasion d’écrire: 

« Une autre fleur qui enrichit la boutique de nos parfums comme  Umberto Boccioni et Lorenzo Viani, Ligabue et Carlo Barbieri. Cardile fait partie de ces matadors qui énervent tous ceux qui ratent le coup, toutes choses qui font enrager ceux qui aiment la tranquillité des académies. »

Corrado Cagli nous raconte:

« …Cardile peut avoir souffert, médité  et exprimé, ne se pliant jamais à des raisonnements mondains ou a des spéculations, mais pour avoir plutôt prolongé la veine romantique de la graphique Scipionesque jusqu'aux apocalipses de Mario Mafai, aux potagers de Giovanni Omiccioli, aux prostituées de Renzo Vespignani, Cardile ne pourrait être plus profondément compris que par le plus expert public romain. Son  timbre pathétique et la valeur documentaire de son œuvre lient donc Cardile à cette ligne d’illustres peintres romains, plus son trait… »

Peintre, sculpteur, graveur, dessinateur, artiste complet, en cinquante ans Cardile à librement interprété thèmes sacrés et profanes.